# Horacio Urteaga
Horacio Homero Urteaga López quien firmaba como Horacio H. Urteaga (Cajamarca, 19 de marzo de 1877 - Lima, 11 de junio de 1952) fue un historiador, escritor, político y catedrático universitario peruano. Como historiador centró sus estudios en los períodos incaico y colonial.

## Biografía
Fue hijo de José Ascencio Urteaga García y Tomasa E. López Portocarrero. Su educación primaria la cursó en el Colegio del Arco, y la secundaria en el Colegio Nacional San Ramón, de su ciudad natal. Era todavía alumno cuando compuso dos dramas en verso, que representó con sus compañeros de colegio: Cleopatra o la pasión de los reyes y La calumnia en el campamento.
Es bisabuelo de Phillip Butters.
En 1897 se trasladó a Lima e ingresó a la Universidad Nacional Mayor de San Marcos, donde se graduó de doctor en Letras (1901) y en Jurisprudencia (1904), recibiéndose también de abogado. Entre 1901 y 1912 fue elegido diputado suplente por la provincia de Cajamarca.
En 1904 resultó elegido diputado por su provincia natal. En 1909, al concluir su mandato legislativo, pasó a Puno, donde se desempeñó como director del Colegio Nacional Santa Isabel (1912-1913).
En 1907 se casó con Julia Cazorla Herrera con quien tuvo 5 hijos: Cecilia, María Graciela, Franklin, Caridad y Bertha. En 1915 desposó a María Márquez Abanto, con la que tuvo dos hijos: Miguel Horacio Javier y Renán.
Posteriormente en 1936 se casó con Graciela Timoteo Paz, con quien tuvo tres hijos: Marta, Nelson y Enrique.
Nuevamente en Lima, fue profesor de Historia del Perú en el Instituto Pedagógico Nacional (1914-1930); catedrático de Historia de la Civilización Antigua y Media (1915-1930 y 1935-1944), Arqueología Americana y del Perú (1923-1928), Historia de los Incas (1930) y Fuentes Históricas del Perú (1935-1944) en la Facultad de Letras de San Marcos, de la que fue decano en 1930 y 1935-1945. 
Simultáneamente, fue director del Archivo Nacional (1917-1944) y como tal dirigió la Revista del Archivo Nacional (1920-1944). Fue también director del Museo Arqueológico Víctor Larco Herrera y director de la Revista de Arqueología (1923-1924). Vicepresidente (1934-1935) y presidente de la Sociedad Geográfica de Lima (1935-1943). Vicepresidente del Centro de Estudios Histórico-Militares.

## Obras principales
- La ley de la Historia (1901 y 1902)
- El Perú. Bocetos históricos (2 vols., 1914-1919)
- El ejército incaico: su organización, sus armas (1920)
- Las antiguas civilizaciones y razas del Perú (1919 y 1921)
- Historia de la civilización (3 vols., 1923-1943), recopilación de los textos de sus lecciones universitarias.
- Fundación española del Cuzco (junto con Carlos A. Romero, 1926)
- La organización judicial en el imperio de los incas (1928; y aumentada con la organización judicial en la Colonia, 1930).
- El imperio incaico (1931). Premiada en un concurso promovido por el Ministerio de Educación.
- El fin de un imperio (1933 y 1935).
- Visiones y perspectivas del Perú (en colaboración con Pedro Ugarteche, 1941).

Asimismo, junto con Carlos A. Romero, dirigió la valiosísima Colección de Libros y Documentos referentes a la Historia del Perú, anotados y concordados con las Crónicas de Indias, conocida como Colección Urteaga-Romero (3 series, aparecidas entre 1916 y 1941, con 12, 11 y un volúmenes).